# Tiszacultuur
De Tiszacultuur, vernoemd naar de rivier de Tisza, was een laat-neolithische cultuur in de eerste helft van het 5e millennium v.Chr., wijdverspreid in Oost -Hongarije en delen van voormalig Joegoslavië en Roemenië. Ze was gelijktijdig met de Herpálycultuur in het Berettyó-gebied (noordoost-Hongarije) en de Csőszhalomcultuur in het Bodrog-gebied (Oost-Slowakije). De Lengyelcultuur in West-Hongarije en de Vinčacultuur liepen ook parallel. Ze omvatte elementen van de Bükkcultuur, de Alföld-banderamiek en de Esztár- en Szákálhatculturen. De cultuur moet niet verward worden met de erop volgende Tiszapolgárcultuur van de kopertijd.

## Nederzettingen
Een belangrijk verspreidingsgebied van deze cultuur is te vinden langs de Mureș en Körös. De grootte van de nederzettingen ligt tussen 1 en 30 Ha. Nederzettingsheuvels worden alleen ten zuiden van de Körös gevonden, mogelijk om klimatologische redenen. Op de boven-Tisza werden centrale nederzettingen, zoals die aan de oevers van de Berettyó bij Mezőtúr en Öcsöd-Kováshalom, die meestal aan riviermondingen liggen, omringd door een regelmatig netwerk van kleinere plaatsen.
De rechthoekige huizen waren vaak meerdelig en werden muur tegen muur gebouwd. Sommige onderzoekers zien deze regelmatig gestructureerde nederzettingen als tekenen van een hiërarchische sociale structuur. Sommige huizen hadden geramde aarden muren, maar meestal ondersteunden gespleten houten palen het dak. Ze waren meestal van noordwest naar zuidoost georiënteerd en tussen 7 en 18 m lang. De muren, die niet erg stabiel waren, waren gemaakt van riet of rijshout bestreken met leem, en waren vaak beschilderd of sculpturaal gedecoreerd. Aan de gevels werden dierenkoppen van klei bevestigd. De vloer was gemaakt van met klei bedekte planken. Ovens en fornuizen waren onderdeel van elk huis.
Sommige grotere huizen, bvb. in Véstő, werden geïnterpreteerd als tempels, maar dit is controversieel.

## Artefacten
Koper was al bekend, maar werd vooral gebruikt om sieraden van te maken.
Harpoenen werden onder meer gemaakt van been.
Het gebruik van Wolynische vuursteen was ook typisch. Obsidiaan uit Zemplén werd minder vaak gebruikt. De import van Czestochowa-hoornsteen uit Krakau, kwartsporfier en chalcedoon uit het Mátra-gebergte is zeldzaam. Er werden klingen van aanzienlijke lengte geproduceerd.

### Aardewerk
Typisch is vaatwerk met verticale wanden en zwart, rood en geelbeschilderd met een weefpatroon van meanders (vlechtwerk of textielpatronen). In de vroege Tiszacultuur werden de vaten vaak met pek beschilderd en bedekt met rietjes in geometrische patronen. In de klassieke Tiszacultuur zijn onversierde vaten met een glanzend, gepolijst oppervlak en een groot aantal kleine knoppen te vinden. Tegen het einde worden ingesneden patronen over het algemeen zeldzaam. Individuele huizen konden tot 40 tot 50 stuks vaatwerk bevatten, en er waren ook vaak vierkante met klei beklede opslagputten voor graan (capaciteit 700 tot 1200 l).
De Tiszacultuur kent, net als de naburige Vinčacultuur in Servië en het Banaat, idolen en kleialtaren. Biconische vaten met een conische hals en een hoge opengewerkte basis dienden waarschijnlijk ook cultische doeleinden. Het bekendste kleifiguur is de zogenaamde sikkelgod uit Szegvár-Tűzköves. Het is een zittende figuur van onbepaald geslacht, mogelijk met een masker. Een soortgelijk figuur is gevonden bij Öcsöd-Kováshalom. Holle keramiek met applicaties zoals de drie figuren van de Venus van Kökénydomb zijn ook bekend. Menselijke figuren gemaakt van marmer of bergkristal zijn zeldzaam.

## Economie
Er werden eenkoorn, emmer, gerst en vlas verbouwd.
In de Boven-Tiszaregio  zijn runderen en varkens de belangrijkste huisdieren, gevolgd door ovicaprids (schapen en geiten). Sommige nederzettingen hebben echter tot 60 % botten van wilde dieren, vooral oerossen en wilde zwijnen. Er wordt aangenomen dat de jacht ook een aanvulling vormde op de veestapel. Sieraden gemaakt van wolven- en hertentanden in de graven verwijzen ook naar het belang van de jacht. Harpoenen van been laten zien dat er ook vis werd gevangen. De verspreiding van vuursteen, koper en spondylusschelpen vond plaats over lange afstanden.

## Graven
Hurkbegrafenissen in de nederzettingen (oost-west oriëntatie) hadden de overhand. Alleen in het centrale Tisza-gebied werden de doden in een gestrekte positie begraven. Oker, kralen en armbanden van spondylus, dierentanden, stenen kralen, vuurstenen werktuigen, aardewerk en soms koperen sieraden dienden als grafgiften. Op dat moment werden ook de eerste begraafplaatsen buiten de nederzettingen gevonden.
- Gemeinsame Normdatei: 4185063-4